# Diego Baldoin
Diego Baldoin (Vimercate, 17 aprile 1981) è un attore teatrale, doppiatore e direttore del doppiaggio italiano.

## Biografia
Dopo gli studi letterari, debutta come attore grazie alla proficua collaborazione (tuttora attiva) con la compagnia teatrale I Guitti di Travagliato (BS), in particolare con Luca Micheletti, con il quale lavora a numerosi progetti. Nello stesso periodo inizia la sua attività di doppiatore e speaker radiofonico e pubblicitario, prestando la voce a numerose produzioni e diventando, dal 2012, una delle voci ufficiali di Radio 24.

## Teatrografia parziale
- Non ti ricordi quel mese di aprile..., regia di Marco Zenoni (2005)
- L'amore di Don Perlimplin con Belisa nel suo giardin di Federico García Lorca, regia di L. Micheletti (2006)
- Le furberie di Scapino di Molière, regia di L. Micheletti (2006)
- La Locandiera di Carlo Goldoni, regia di A. Micheletti (2007)
- Cyrano de Bergerac di E. Rostand, regia di N. Buizza (2007)
- La giara e Lumie di Sicilia di Luigi Pirandello, regia di Adolfo Micheletti (2008)
- I ciechi e il cavaliere bizzarro di M. de Ghelderode, regia di L. Micheletti (2008)
- La tirannide di Senofonte, regia di Claudio Longhi (2010)
- Le rose del Risorgimento, regia di Paola Giacometti (2011)
- Pioggerellina nella stanza di Roberto Morpurgo (2011)
- Abisso: prima dimensione di R. Verri, regia di Gianluca Panareo (2012)
- Rosso Malpelo di Giovanni Verga, regia di L. Micheletti (2012)
- Stesso giorno, prossimo anno di B. Slade, regia di Federico Zanandrea (2013)
- Caterina de Malefizi, regia e drammaturgia di L. Micheletti (2013)
- Volpone  di B. Johnson, regia di Luca Micheletti (2014)

## Doppiaggio

### Film
- Stephen Amell in Code 8, Code 8 - Parte II
- Mario Casas in Contrattempo, El bar, Sotto la pelle del lupo
- Thibaut Evrard in Proiettile vagante, Proiettile vagante 2
- Riza Kocaoglu in Dieci giorni tra il bene e il male, Altri dieci giorni tra il bene e il male, Gli ultimi dieci giorni tra il bene e il male
- Jonathan Aris in Churchill
- Lázaro Ramos in Il maestro di violino
- Tomás Cao in Sergio & Sergei - Il professore e il cosmonauta
- Luke Evans in 10x10
- Matt Nable in Son of a Gun
- Demetrius Grosse in Love Jacked
- Pannou in Love Training - Lezioni d'amore
- Bandō Minosuke II in Tokyo Ghoul - Il film
- Bae Sung-Woo in Nido di vipere
- Hanno Koffler in Prey
- Michael Shannon Jenkins in Undisputed III: Redemption
- Everon Jackson Hooi in La famiglia Claus 2
- Piotr Zurawski in Hellhole
- Steve Yap in Valzer finale per un killer
- Daniel Di Tomasso in Fuga a Parigi
- Ed Stoppard in Bella del Signore
- Samuel Jouy in Il colpo del leone
- Juan Manuel Cotelo in Il miglior regalo
- Frederic Linkemann in Fuoco incrociato a Natale
- Christian Wennberg in Due fuori pista, Due fuori pista 2

### Film d'animazione
- Nizo Okada in Gintama the Movie: A New Translation - Capitolo di Benizakura
- Ezio Auditore in Assassin's Creed: Embers
- Gild Tesoro in One Piece Gold - Il film
- George Washington in America: il film
- Geraldo in Seal Team - Squadra speciale foche
- Takenori Akagi in The First Slam Dunk
- Miguel in Jujutsu kaisen 0 - Il film
- Darui in Boruto: Naruto the Movie
- Yaman in Ken il guerriero - La leggenda del vero salvatore
- Don Chisciotte in Donkey Xote
- Capitan Silver in Doraemon - Il film: Nobita e l'isola del tesoro
- Cyrano in Monsters: 103 Passioni Inferno del Dragone
- Isandro Sanchez in Overlord - Il film: Capitolo del Santo Regno

### Serie televisive
- Stephen Amell in Heels
- Royce Pierreson in Wanderlust
- Antoine Hamel in The Intern
- Chris Conrad in Patriot
- Edward Holcroft in L'altra Grace
- Colin Woodell in The purge
- Carsten Bjørnlund in Rita (s.5)
- Ben Robson in Vikings
- Columbus Short e Shane Johnson in Scandal
- Anthony Welsh in Un letto per due
- Steffen Groth in Binny e il fantasma

### Soap opera e telenovelas
- David Paryla e Max Alberti in Tempesta d'amore
- Mirco Reseg in Lena - Amore della mia vita
- Yoni Hernandez e Willy Martin in Grachi
- Mateus Solano in Gabriela
- Nicolàs Furtado in Una famiglia quasi perfetta
- Rubén de Eguia in Una vita
- Víctor González in Pasión Morena
- Marc Clotet in Per sempre

### Serie animate
- Baul in Devil May Cry
- Vlad III in Fate/Apocrypha
- Munemasa Katagiri in Captain Tsubasa
- Seiji Fujishiro in Dream Team
- Daichi Nozaki in Gantz
- Todd in Holly Hobbie
- Taisuke Ōtsubo in Kuroko's Basket
- Ranger Ted in Il mio amico Rocket
- Ryuga in Raoh, il conquistatore del cielo
- Darui in Naruto: Shippuden
- Capuleti in Romeo × Juliet
- Harry Mackenzie in School Rumble
- Tatsumi Saiga in Speed Grapher
- Hoyjo in Vampire Princess Miyu
- Brago in Zatch Bell!
- Dohko di Libra in I Cavalieri dello zodiaco - The Lost Canvas
- Hit in Dragon Ball Super
- Ice cream in Teste calde bollenti
- Rikido Sato, Desutegoro e Kendo Rappa in My Hero Academia
- Christopher Skyline /  Captain Celebrity in Vigilante: My Hero Academia Illegals
- Oldin in Cannon Busters
- Vari personaggi in Adrian
- Jiro e vari personaggi in Aggretsuko
- Sikorsky e vari personaggi in Baki
- Olaf in Kaeloo
- AZ in Pokémon Generazioni
- Kaien Shiba in Bleach
- Takehisa Hinawa in Fire Force
- PoH in Sword Art Online: Alicization
- Grip in Assassination Classroom
- Paul Phoenix in Tekken: Bloodline
- Percy Fredrickstein in La Leggenda di Vox Machina
- Maine in Cyberpunk: Edgerunners
- Sukyu Juju e Barbro Andrean Ield Ryle Vaiself in Overlord
- Kyros/Soldatino giocattolo e Gild Tesoro in One Piece
- Callion in Mi sono reincarnato in uno slime
- Elias Ainsworth in The Ancient Magus Bride
- Bol Gil Bol in Bastard!!
- Joe Cruiser in Baki Hanma
- Xiao Li in Link Click
- Sindaco in Zenshu
- Kang Horyang in Tower of God
- Edouard in Castlevania: Nocturne
- Alex in Orizzonti Pokémon: La serie
- Otto in Numberblocks
- Kaiju n. 10 in Kaiju No. 8
- Anvil One Major in Gundam: Requiem for Vengeance

### Direzione del doppiaggio
- El mejor infarto de mi vida
- Brews Brothers
- A mother's terror
- Blueprints to the heart
- Who who
- Tutor hitman Rebon (codirezione)

### Pubblicità
Speaker di Vodafone, Snai, Golia, Vivident, Pepsi, Tissot, Bmw e molti altri.

### Videogiochi
- Tai Kaliso in Gears of War 2 (2008),[1] Gears of War 3 (2011), Gears of War: Judgment (2013)
- Garen e Jarvan IV in League of Legends (2009)
- Dark Seraph in Damnation (2009)[2]
- Barone Flynt in Borderlands (2009)[3]
- Capone e alcuni marines in Operation Flashpoint: Dragon Rising (2009)[4]
- Tenente Simon "Ghost" Riley in Call of Duty: Modern Warfare 2 (2009)[5]
- Bartolomeo d'Alviano in Assassin's Creed II (2009)[6]
- Rob in Kinect Adventures! (2010)[7]
- Emile in Halo: Reach (2010)
- Re Logan in Fable III (2010)[8]
- Joseph Bowman in Call of Duty: Black Ops (2010)[9]
- Isaac Clarke in Dead Space 2 (2011),[10] PlayStation All-Stars Battle Royale (2012), Dead Space 3 (2013)[11] e Dead Space Remake (2023)[12]
- Ciel in Elsword (2011)
- Bud e Johnny in Homefront (2011)[13]
- Lawrence Barrett in Deus Ex: Human Revolution (2011)[14]
- Ezio Auditore da Firenze in Assassin's Creed: Revelations (2011)[15]
- Truck in Call of Duty: Modern Warfare 3 (2011)[16]
- Ancano, Molag Bal in The Elder Scrolls V: Skyrim (2011)[17]
- Tony il Ciccione in The Darkness II (2012)[18]
- Monaco in Diablo III (2012)[19] e Diablo III: Reaper of Souls (2014)[19]
- Capitano Flynt in Borderlands 2 (2012)[20]
- Slackjaw in Dishonored (2012)[21]
- David Mason in Call of Duty: Black Ops II (2012)[22]
- Grant Brody in Far Cry 3 (2012)[23]
- Direttore Martin Joseph e personaggi minori in Batman: Arkham Origins (2013)[24]
- Gul'dan, Edwin Van Cleef, Esperto di caccia, Spezzamagie, Bolvar Domadraghi e Sparachiodi in Hearthstone (2014)[25]
- Bish / Cheng Lork in Titanfall (2014)[26]
- Capo degli Sciacalli in Infamous: Second Son (2014)[27]
- Lord Saladin in Destiny (2014), Destiny 2 (2017)[28]
- Spedding in Alien: Isolation (2014)[29]
- Marquis de Lafayette in The Order: 1886 (2015)[30]
- Claudio Serafino in Tekken 7 (2015) e Tekken 8 (2024)
- Sparachiodi e Kharazim in Heroes of the Storm (2015)[31]
- Dick Grayson/Nightwing in Batman: Arkham Knight (2015)[32]
- Speaker radiofonico in Until Dawn (2015)[33]
- Peter Maretti in Call of Duty: Black Ops III (2015)[34]
- Paladino Danse in Fallout 4 (2015)[35]
- Jonah Maiava in Rise of the Tomb Raider (2015),[36] Shadow of the Tomb Raider (2018)
- Sledge in Tom Clancy’s Rainbow Six: Siege (2015)
- Comandante Louis Chang in Tom Clancy's The Division (2016)[37]
- Elias Chikane in Deus Ex: Mankind Divided (2016)[38]
- Alvarez in Mafia III (2016)[39]
- King Pen in Skylanders: Imaginators (2016)
- Nick Reyes in Call of Duty: Infinite Warfare (2016)[40]
- Isaac Tremaine e McCulloch in Dead Rising 4 (2016)[41]
- Michael Taylor in FIFA 17 (2016)[42], FIFA 18 (2017)[43]
- Erend in Horizon Zero Dawn (2017),[44] Horizon Forbidden West (2022),[45] LEGO Horizon Adventures (2024)[46]
- Dr. Grant Moore in Farpoint (2017)[47]
- Sauron ne La Terra di Mezzo: L'ombra della guerra (2017)[48]
- Ascoltatore al telefono con Ray in Hidden Agenda (2017)[49]
- Augustine Perez in Call of Duty: World War II (2017)[50]
- Moff Raythe e cliente scambiato per Paldora in Star Wars: Battlefront II (2017)[51]
- Uomo intervistato #1 e comandi dell'auto in Detroit: Become Human (2018)[52]
- Bruno Delacroix in Call of Duty: Black Ops IIII (2018)[53]
- Taskmaster in Spider-Man (2018)[54]
- Rico Rodriguez in Just Cause 4 (2018)[55]
- Roach, Winston Jefferson e membro dello staff della Casa Bianca in Tom Clancy's The Division 2 (2019)[56]
- Sekiro in Sekiro: Shadows Die Twice (2019)[57]
- Shang Tsung in Mortal Kombat 11 (2019),[58] Mortal Kombat 1 (2023)[59]
- Caporale Frankline in Days Gone (2019)[60]
- Lukas Weber in F1 2019 (2019)[61]
- Thor in Marvel Dimension of Heroes (2019)[62]
- Griggs in Call of Duty: Modern Warfare (2019)[63]
- Manny in The Last of Us Parte II (2020)[64]
- Capitan America in Marvel's Avengers (2020)[65]
- Carlo in Mafia: Definitive Edition (2020)
- Nigel Cass in Watch Dogs: Legion (2020)[66]
- Stowe in Assassin's Creed: Valhalla (2020)[67]
- Capitan America in Marvel's Guardians of the Galaxy (2021)[68]
- Jacob in Back 4 Blood (2021)[69]
- Pilota in Jurassic World Evolution 2 (2021)[70]
- Jango Fett e comandante Cody in LEGO Star Wars: La saga degli Skywalker (2022)[71]
- Barista in As Dusk Falls (2022)[72]
- Avatar maschile in Wild Hearts (2023)[73]
- Garen in The Mageseeker (2023)[74]
- Commentatore in F1 23 (2023)[75]
- Charles Beck in Redfall (2023)[76]
- Rad in Bluey: il videogioco (2023)[77]
- Cori, Deloy, Ordun e vescovo del sangue in Diablo IV (2023)[78]
- Rodney Murdoch in Final Fantasy XVI (2023)[79]
- Capitano Selko in Immortals of Aveum (2023)[80]
- Dr. Smolder Bravestone in Jumanji: Wild Adventures (2023)[81]
- Shintaro Naraoma in Rise of the Rōnin (2024)[82]
- Brock Mason ed Ed DeLuca in Dead Rising Deluxe Remaster (2024)[83]
- Cunnigham e Meals in Batman: Arkham Shadow (2024)[84]
- Rosso in Monster Hunter Wilds (2024)[85]
- Bessho Harumasa, Bruto di Oda e Gokenin in Assassin's Creed Shadows (2025)[86]
- Marok in Doom: The Dark Ages (2025) [87]
- Personaggi minori in Hitman: Absolution, Batman: Arkham City

### Audiolibri
- Narratore in Ballata dell'usignolo e del serpente - Suzanne Collins